# 北京市通州区人防办
39°52′34″N 116°40′20″E / 39.87616°N 116.67225°E
北京市通州区人防办是北京市通州区人民政府的一个部门。

## 领导
2021年2月，本机构的领导为：
- 樊广杰：人防办党组书记。工作分工：主持区人防办党组工作
- 杜彤：人防办主任。工作分工：主持区人防办行政工作
- 段新亮：二级调研员。工作分工：分管指通科，负责指挥通信、信息化警报和应急通信保障等方面工作
- 张茂忠：二级调研员。工作分工：分管法宣科，负责法制建设、防空防灾及公共安全宣传教育工作
- 张崇欣：二级调研员。工作分工：分管综合科，负责党务、政务、主管财务工作
- 叶春桥：四级调研员。工作分工：分管行政审批科工作，负责规划、行政审批相关工作，协助党支部书记负责支部工作

## 机构设置
2021年2月，本机构下设：
- 综合科（行政审批科、法制宣传科）
- 北京市通州区民防指挥信息保障中心
- 北京市通州区人防工程事务服务中心
- 北京市通州区人防工程质量服务中心